# Camarones (Guaynabo)
Camarones es un barrio del municipio de Guaynabo, Puerto Rico. Según el censo de 2020, tiene una población de 4919 habitantes.

## Geografía
El barrio está ubicado en las coordenadas 18°20′12″N 66°06′41″O / 18.33667, -66.11139 (18.3368, -66.111445). Según la Oficina del Censo, tiene una superficie de 6.3 km², correspondientes en su totalidad a tierra firme.

## Demografía
Según el censo de 2020, hay 4919 personas residiendo en el barrio. La densidad de población es de 780.8 hab./km². El 11.67% de los habitantes son blancos, el 6.67% son afroamericanos, el 0.28% son amerindios, el 0.08% son asiáticos, el 0.06% son isleños del Pacífico, el 24.62% son de otras razas y el 56.62 son de una mezcla de razas. Del total de la población, el 99.49% son hispanos o latinos de cualquier raza.